# Marco Airosa
Marco Ibraim de Sousa Airosa, beter bekend als Marco Airosa of Marm Alesa (Luanda, 6 augustus 1984) is een Angolese profvoetballer. Meestal speelt hij in de verdediging. Sinds 2011 speelt hij voor AEL Limassol, een club uit Cyprus. Daarnaast maakt hij deel uit van het nationale voetbalteam van Angola. Hij was een van de 23 Angolezen die het land vertegenwoordigden tijden het WK 2006 in Duitsland.